# GT赛车 (2009年游戏)
《GT赛车》（又译作）是一款由Polyphony Digital开发并由索尼电脑娱乐于2009年在PlayStation Portable上发行的游戏。 游戏早在2004年5月11月在索尼的E3的新闻发布会上公布；在这个会议上，索尼还同时首次公开了其首款掌上游戏机PlayStation Portable。在长达五年的延迟和猜测后，在2009年6月2日，本作终于以可供游戏的形式在E3上再此出现。游戏于2009年10月1日以新的PSP Go的首发游戏之一发行。至2013年3月，《GT赛车 携带版》共售出422万份，成为最畅销的PSP游戏。在2010年6月1日，游戏通过索尼的“PSP the Best”再次发行廉价版。

## 评价
《GT赛车 携带版》收到的平均评价。 在游戏评分综合网站Metacritic上，根据73个媒体的评价，游戏得到74/100的分数。在另一家游戏评分综合网站GameRankings上，根据56个媒体的评价，游戏得到74.63%的分数。 游戏因其与家用机平台具有相同的现实控制车辆而得到赞誉（自GT赛车4开始得到优化），并且游戏具有大量的汽车，包括人工智能优化。但是游戏被批评到没有一个传统的职业生涯模式，以及也没有升级汽车的功能。